# Edler von Leipzig
Der ‘Edle von Leipzig’ ist eine Sorte des Kulturapfels und den Winteräpfeln zuzurechnen.

## Beschreibung
Die Früchte des ‘Edlen von Leipzig’ sind groß bis sehr groß mit mittelfestem Fruchtfleisch. Die Schale ist fettend und oft stippig und der Apfel leidet häufig an Glasigkeit. Die süß-säuerlichen Früchte haben nur mittleren Geschmack.
Der Baum ist starkwüchsig mit vergleichsweise geringer Verzweigung. Die Sorte ‘Edler von Leipzig’ ist nur wenig anfällig für Schorf und Infektionen durch Podosphaera leucotricha (Mehltau).

## Herkunft
Der ‘Edle von Leipzig’ wurde um 1900 von H. Heidrich aus Leipzig-Holzhausen gezüchtet. Er ist eine Kreuzung aus ‘Ontario’ und ‘Jakob Lebel’.

## Verwendung
Die Sorte ‘Edler von Leipzig’ ist nur für Liebhaber und Sortensammler interessant. Die Unterlage sollte schwach- bis mittelstarkwüchsig sein. Aufgrund der Haltbarkeit bis in den März des nächsten Jahres eignet sich die Sorte als Winterapfel. Zur Erhaltung wird sie in Projekten zur Anlage von Streuobstwiesen und Apfelalleen gepflanzt.